# Gaetano Barbati
Gaetano Barbati (Napoli, 9 agosto 1804 – Napoli, 5 dicembre 1882) è stato un presbitero italiano.

## Biografia
Fu una personalità di spicco della Curia arcivescovile napoletana della seconda metà dell'Ottocento. Canonico della Cattedrale dal 17 aprile 1853, docente del seminario arcivescovile, latinista ed epigrafista insigne. Fu, inoltre, Regio Revisore dell'edizione napoletana de la "Storia degli italiani" di Cesare Cantù. Fu socio dell'Accademia Ercolanese, compose le epigrafi per le esequie di Ferdinando II.
Secondo Raffaele de Cesare, nella sua attività di revisore, dovendo valutare il Romeo e Giulietta, che si doveva pubblicare da Tommaso Arabia nella traduzione di Giulio Carcano, "immorale la scena appassionata del primo atto" e la "e la cancellò addirittura quasi tutta".
Fu il principale ideatore e realizzatore del Cimitero delle Fontanelle, l'ossario costruito a Napoli negli stessi anni in cui nella pianura padana venivano costruiti gli ossari del Risorgimento: “In un cimitero suburbano stavano ammonticellate umane ossa. Egli andava in quell'oscuro ritrovo di morte, ed andava con lui ed orava un generoso drappello, perché le anime degne di salire a Dio e trattenute a purificarsi nelle fiamme espiatrici volassero presto alla pace sempiterna”.
Una sua statua è nella cosiddetta navata dei preti del Cimitero delle Fontanelle con la seguente epigrafe: 
 In memoria 
 del 
 canonico Gaetano Barbati 
 l'anno 1908 
 il canonico Francesco De Leo 
 rappresentante del Cardinale 
 il rettore Mariano Covella 
 in perpetuo posero 